# 圣若瑟堂 (马赛)
圣若瑟堂（法语：Église Saint-Joseph）是一座罗马天主教堂区教堂，隶属于天主教马赛总教区。该堂位于法国普罗旺斯-阿尔卑斯-蓝色海岸大区罗讷河口省马赛第六区的天堂街（ rue Paradis）124-126号。

## 历史
这座教堂与第一区的圣查理堂（Église Saint-Charles），都是19世纪马赛快速扩张，建立新社区的结果。1831年8月14日，该堂由马赛主教马泽诺德（Fortuné de Mazenod ，1749-1840，1823-1837年在任）批准成立。在建造过程中，教友们在附近的圣尼格老堂（Église Saint-Nicolas-de-Myre）礼拜。土地是从地主马克西姆•马丁那里买来的，用来建造这座新教堂。
该堂由建筑师帕斯卡尔·科斯特（Pascal Coste） (1787-1879) 设计于1833年。 附近的圣拉匝禄堂（Église Saint-Lazare），也是由科斯特设计。根据他的设计，建筑师约瑟夫·费里（Joseph Ferrie）监督立面的建造。 1868年，亨利·雅克·埃斯波兰迪奥（Henri-Jacques Espérandieu，1829-1874）设计了管风琴的套管和中殿的天花板。 正祭台和华盖由路易·圣玛丽·佩林（Louis Sainte-Marie-Perrin，1835-1917）设计。管风琴由阿里斯蒂德·卡瓦莱·科尔（Aristide Cavaillé-Coll，1811-1899年）完成。整个教堂直到1925年才全部完成。 1855年4月25日祝圣。
1999年2月9日，该建筑列为法国历史遗迹。

## 现状
该堂除周日外每天开放，上午10-12时、下午4-6时。现任本堂神父为米歇尔·鲁克斯神父（Michel Roux）。